# Microplitis chui
Microplitis chui är en stekelart som beskrevs av Xu och He 2002. Microplitis chui ingår i släktet Microplitis och familjen bracksteklar. Inga underarter finns listade i Catalogue of Life.